# Ріва Стінкемп
Стінкемп Ребека Ріва (англ. Reeva Rebecca Steenkamp, 19 серпня 1983 — 14 лютого 2013) — південноафриканська модель. 
14 лютого 2013 року вбита своїм бойфрендом Оскаром Пісторіусом. На момент смерті була підписана до появи в телевізійній програмі-реаліті.

## Життєпис
Виросла в невеликому передмісті Кейптауна та переїхала з батьками Баррі і Джун до Порт-Елізабет. Вчилася в школі при монастирі Святого Домініка. Пізніше вивчала право в Університеті Порт-Елізабет. Випустилася з Унверситету Нельсона Мандели зі ступенем бакалавра права в 2005 році.
Після університету працювала помічницею юриста та моделлю. 
14 лютого 2013 року 29-річна модель чотирма пострілами застрелена в будинку свого бойфренда Оскара Пісторіуса, який був заарештований і звинувачений в її вбивстві. Сусіди із закритого співтовариства Пісторіуса стверджують, що чули крики в його будинку, а пізніше повідомили про стрілянину. Швидка намагалася врятувати її життя, але безуспішно. 